# Czarnowiec (Polanów)
Czarnowiec [t͡ʂarˈnɔvjɛt͡s] (deutsch Tannenwalde) ist eine Siedlung in der Gmina Polanów, in der Woiwodschaft Westpommern, Powiat Koszaliński (Kreis Köslin), in Nordwestpolen. Sie liegt etwa 1 km südlich von Polanów, 34 km östlich von Koszalin, und 158 km nordöstlich von Szczecin.